# Rožle Prezelj
Rožle Prezelj, slovenski atlet in trener, * 26. september 1979.
Skakalec v višino Prezelj je za Slovenijo doslej nastopil na dveh poletnih olimpijskih igrah. Leta 2004 je bil v Atenah s skokom 220 cm uvrščen med 20. in 23. mestom, v Pekingu pa se je s skokom 225 cm uvrstil v finale, kjer je s skokom 220 cm zasedel 12. mesto. Z osebnim rekordom 231 cm je tudi nosilec slovenskega rekorda v skoku v višino. Rekord je dosegel v dvorani 24. januarja 2004.
Od leta 2015 deluje kot trener Lie Apostolovski.